# Nova vas (Maribor)

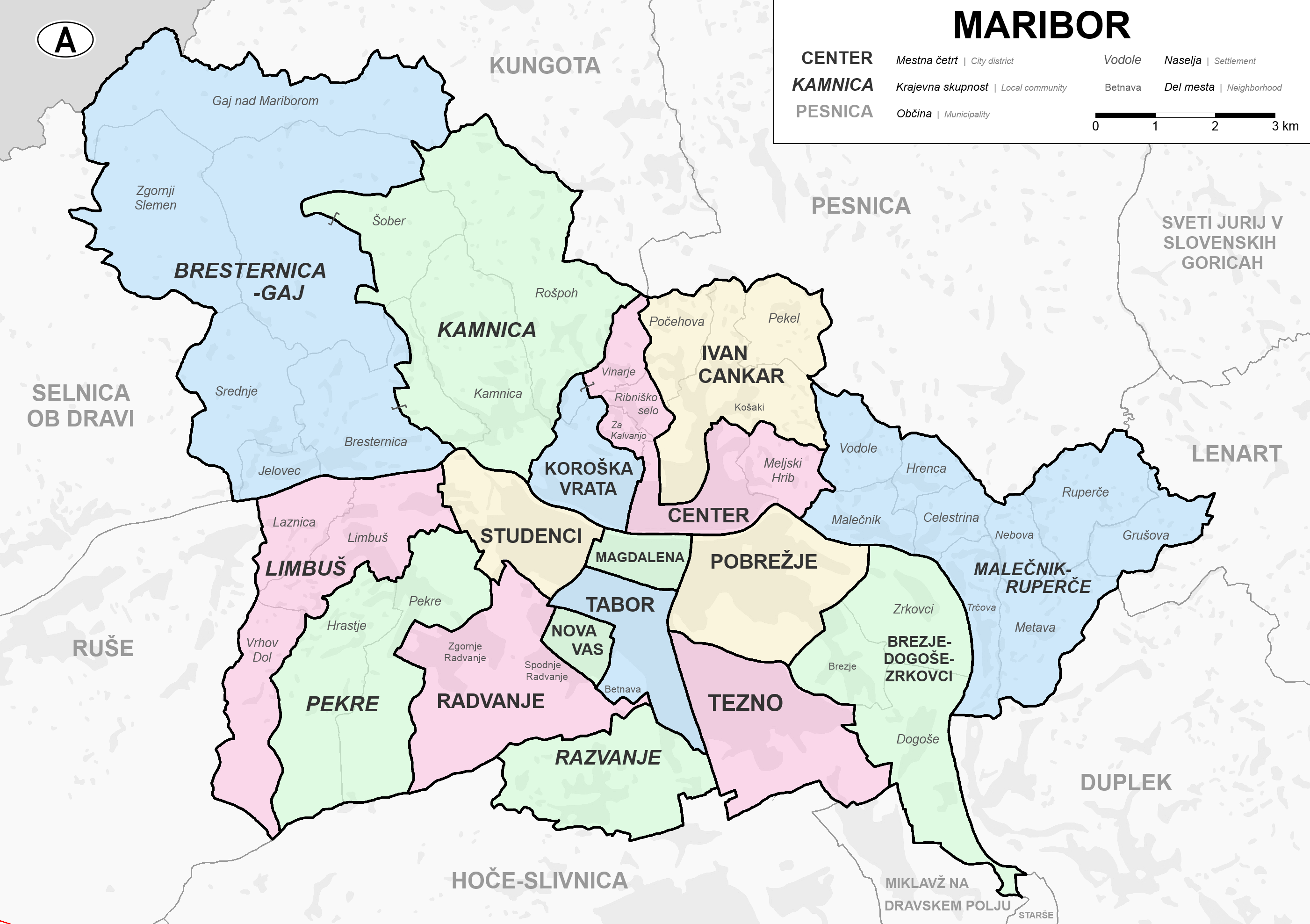
Stadtbezirke und Ortsgemeinschaften von Maribor

Mestna četrt Nova vas, Kurzform: MČ Nova vas (deutsch Stadtbezirk Nova vas, wörtlich Neudorf) ist der Name eines Stadtbezirks  in der slowenischen Stadtgemeinde Maribor (Marburg an der Drau).
MČ Nova vas ist primär ein Wohngebiet ohne Industrie, flächenmäßig der kleinste Bezirk Maribors, aber bevölkerungsmäßig einer der größten Stadtbezirke.

## Lage
Der Bezirk liegt im Süden der Stadtgemeinde. Die Grenzen verlaufen im Norden entlang der Cesta proletarskih brigad von der Ulica Pohorskega odreda do Betnavske ceste bis zur Betnavska cesta, nach Osten entlang der Betnavska- bis zur Pasteurjeva ulica, dann entlang der Pasteurjeva bis zur Ljubljanska ulica entlang der Ljubljanska Straße bis zum Bach Pekrski Potok, südlich entlang des Pekrski Potok bis Ulica Pohorskega odreda und zurück zur Cesta proletarskih brigad.
Nova vas grenzt im Norden, Osten und Südosten an  Magdalena, im Westen und Südwesten an Radvanje.